# Аета
Аета (итал. Aieta) — коммуна в Италии, располагается в регионе Калабрия, в провинции Козенца.
Население составляет 858 человек (2008 г.), плотность населения составляет 18 чел./км². Занимает площадь 47 км². Почтовый индекс — 87020. Телефонный код — 0985.
Покровителем коммуны почитается святой Вит, празднование 15 июня.

## Демография
Динамика населения:

## Администрация коммуны
- Официальный сайт: https://web.archive.org/web/20060221083703/http://www.comuneaieta.it/